# Acanthagrion yungarum
Acanthagrion yungarum – gatunek ważki z rodziny łątkowatych (Coenagrionidae). Występuje  w  Ameryce Południowej.